# جون داوني
جون داوني (بالإنجليزية: June Downey)‏ هي فيلسوفة وعالمة نفس أمريكية، ولدت في 13 يوليو 1875 في لارامي في الولايات المتحدة، وتوفيت في 11 أكتوبر 1932 في ترنتون في الولايات المتحدة بسبب سرطان المعدة.

## وصلات خارجية
- جون داوني على موقع الموسوعة البريطانية (الإنجليزية)